# Nicolas Ravitarivao
Nicolas Ravitarivao (* 6. Dezember 1916 in Soavinandriana; † 1. Dezember 1989) war ein madagassischer römisch-katholischer Geistlicher und Weihbischof in Tananarive.

## Leben
Nicolas Ravitarivao empfing am 1. August 1942 das Sakrament der Priesterweihe.
Am 18. Dezember 1972 ernannte ihn Papst Paul VI. zum Titularbischof von Arsennaria und zum Weihbischof in Tananarive. Der Erzbischof von Tananarive, Jérôme Kardinal Rakotomalala, spendete ihm am 14. April 1973 in der Kirche Notre-Dame-de-Lourdes in Fihaonana die Bischofsweihe; Mitkonsekratoren waren der Bischof von Tsiroanomandidy, Angel Martínez Vivas OSsT, und der Bischof von Miarinarivo, François Xavier Rajaonarivo.